# Ethel Smyth
Dame Ethel Smyth, OBE (Londres, Regne Unit, 22 d'abril de 1858-Woking, Surrey, 8 de maig de 1944), fou una compositora, escriptora i activista anglesa. Tot i haver estat ignorada persistentment pel cànon musical, va ser una veu significant i vital del panorama britànic de la seva època. Va ser aclamada per la seva música, els seus escrits autobiogràfics, molt polèmics, alhora que es va guanyar una reputació com a activista en defensa del reconeixement de les dones músics. Fou reconeguda com a dama de l'Orde de l'Imperi britànic el 1922 (va ser la primera compositora a obtenir aquest honor) i fou nomenada doctora honoris causa per les universitats de Durham (1910) i Oxford (1922).

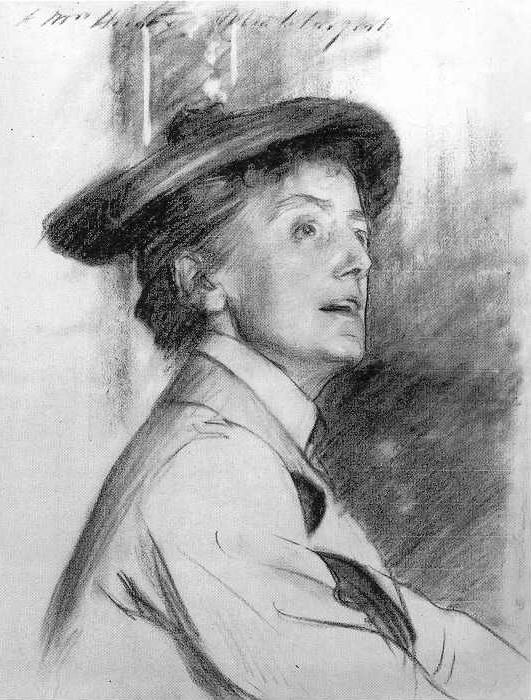
John Singer Sargent: Ethel Smyth, dibuix del 1901 (National Portrait Gallery (Londres))

## Biografia
Va néixer a Sidcup, Kent, que actualment pertany al districte londinenc de Bexley. Va ser la quarta de 8 germans d'una família militar de classe mitja-alta. Va ser educada a casa i a un internat de Londres, i també va rebre una educació musical que incloïa classes d'harmonia amb Alexander Ewing.

### Estada a Alemanya
Tot i que el seu pare, que ocupà un càrrec elevat en les forces militars britàniques, es va oposar fermament a les seves aspiracions musicals, ja que estava en contra de la idea que una dona pogués dedicar-se professionalment a la música, Ethel va entrar al Conservatori de Leipzig el 1877. Va estar un any estudiant composició amb Reinecke, Jadassohn i Louis Maas, però ho va deixar el 1878 per un descontentament cap als professors i els alumnes. No va marxar però de Leipzig, de manera que va continuar estudiant harmonia i contrapunt amb Heinrich von Herzogenberg, i va poder moure's en cercles musicals que incloïen compositors com Brahms, Grieg, Txaikovski, Dvorak, Joseph Joachim i Clara Schumann.
Va romandre a Alemanya més de deu anys, durant els quals també va seguir en contacte amb la família i amics d'Anglaterra.
Les seves composicions, que eren majoritàriament cançons, obres per a piano i obres de cambra, eren escoltades per una part en concerts privats, que es duien a terme freqüentment, i en concerts públics al Gewandhaus de Leipzig, on es va interpretar el seu Quintet de cordes op.1 (1883) i la Sonata per a violí op.7 (1887).

### Tornada a Anglaterra
L'any 1890, Smyth es va instal·lar a Londres aprofitant el seu debut orquestral a la ciutat, on va estranar les obertures Serenade i Antony and Cleopatra al Crystal Palace. Les crítiques de la premsa van ser positives, més enllà de la sorpresa que va causar que E.M. Smyth fos una dona.

#### Mass in D
Tres anys més tard, el 1893, va estrenar l'obra Mass in D al Royal Albert Hall, i estava dedicada a la seva amiga, devota catòlica, Pauline Trevelyan. Considerant el pensament hegemònic sobre el paper de les dones de la seva època, Smyth no ho va tenir fàcil per portar l'obra als escenaris. De fet, potser no ho hagués aconseguit si no hagués estat per l'ajuda i el suport de figures influents com Mary Elizabeth Ponsonby i l'Emperadriu Eugènia de Montijo, i el director Hermann Levi. El caràcter perfeccionista de la compositora es pot veure reflectit en aquesta descripció pròpia del que va fer després d'escoltar l'assaig general i adonar-se dels seus errors:
... a quartet of soft brass; in the vast empty Albert Hall they sounded like husky mosquitoes. No sooner was the rehearsal over than armed with music-paper, scissors, stickphast, and all the accursed paraphernalia of composers, I ensconced myself in the bowels of the edifice and re-scored the Sanctus, as if it were at the cannon's mouth.
[...un quartet de metall suau; en el gran i buit Albert Hall sonaven com corpulents mosquits. Tan aviat com va acabar l'assaig, armada amb paper de pentagrama, tisores, cola, i tota la maleïda parafernàlia dels compositors, em vaig acomodar a les entranyes de l'edifici i vaig reescriure el Sanctus, com si fos a boca de canó.]

Tot i així, l'estrena va ser un èxit. Un crític de The Times, J.A.Fuller-Maitland va dir:

This work definitely places the composer among the most eminent composers of her time, and easily at the head of all those of her own sex. The most striking thing about it is the entire absence of the qualities that are usually associated with feminine productions; throughout it is virile, masterly in construction and workmanship, and particularly remarkable for the excellence and rich colour of the orchestration.
[Aquesta obra definitivament posiciona la compositora entre els més eminents compositors del seu moment, i fàcilment al cap d'avant de tots aquells del seu mateix sexe. La cosa més xocant de l'assumpte és l'absència absoluta de qualitats normalment associades amb produccions femenines; de dalt a baix és viril, magistral en construcció i habilitat, i particularment remarcable per l'excel·lència i riquesa del color de l'orquestració.]
Tot i aquest èxit, l'obra no es va tornar a interpretar fins al cap de 31 anys.

#### Període operístic
Des del 1892 la seva carrera es va centrar en l'òpera. Aquell any es va embarcar en la seva primer òpera, Fantasio, el llibret de la qual va ser elaborat entre el seu amic Harry Brewster i ella mateixa i estava inspirat en l'obra de teatre homònima d'Alfred de Musset. Després de molts esforços, l'òpera es va estrenar a Weimar el 1898.
La seva següent òpera va ser Der Wald, composta entre el 1899 i el 1901, amb el llibret també de Brewater i d'Smyth, va ser estrenada a Berlín el 1902, i interpretada a Londres també aquell mateix any.
The Weckers, composta entre 1902 i 1904, amb llibret de Brewster, també va ser estrenada a Alemanya, a Leipzig el 1906. Juntament amb la Mass in D, són les dues obres més importants de la compositora. Un crític del Musical Times la va descriure com “one of the very few modern operas which must count among the great things in art” (“una de les molt poques òperes modernes que ha de ser valorada dins les grans obres d'art”).
L'òpera no es va poder representar a Londres fins al 1909, estrenada a Her Majesty’s Theatre amb el suport financer d'una amiga d'Smyth. Això es pot atribuir a que a principis de segle Gran Bretanya no acollia fàcilment els treballs de compositores poc convencionals i amb educació alemanya, de manera que Smyth va haver de travessar amb moltes dificultats per estrenar les seves obres.

### Moviment sufragista

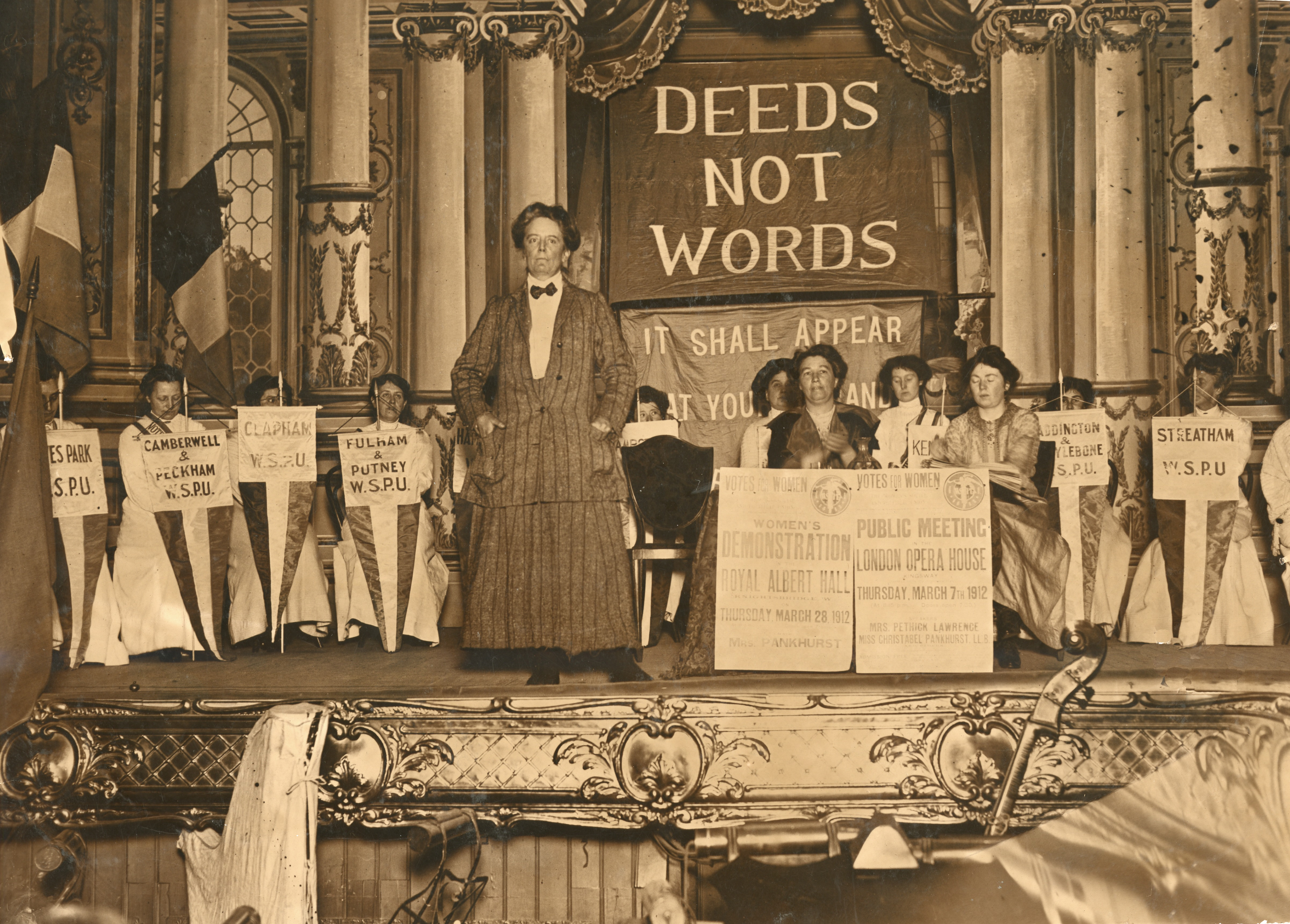
Ethel Smyth en una reunió de la WSPU (Women's Social and Political Union) el 1912.

El 1910 va conèixer Emmeline Pankhurst, una de les fundadores del moviment sufragista, i va emprendre dos anys de dedicació en la campanya sufragista. Durant aquest període va compondre l'obra Songs of Sunrise per a cor i orquestra opcional, el quart moviment de la qual, The March of the Women es va convertir en l'himne del moviment sufragista. L'obra va ser estrenada el 1911 a Londres, interpretada per la London Symphnoy Orchestra i el Crystal Palace Choir sota la direcció d'Smyth.
Entre el 1913 i 1914 va escriure la seva òpera més feminista, The Boatswain's Mate, en que la influència del compromís polític sufragista es pot veure reflectit en l'argument: una astuta heroïna que aconsegueix burlar-se del seu pretendent. El llibret és de William Wymark Jacobs, i tot i que no va ser interpretat fins al 1916, posteriorment es va convertir en la seva òpera més representada.

### Primera Guerra Mundial
La Gran Guerra va tenir un impacte devastador per Smyth. Per una banda considerava Alemanya la seva “casa espiritual” i per altre tenia acordats un seguit de concerts allà per l'any 1915. A tot això se li adhereix el fet que va començar a perdre l'oïda. Tot i així Smyth va seguir endavant, durant el anys de la guerra va treballar com a radiòloga i va estar vinculada amb la 13ª Divisió d'Infanteria de l'exèrcit francès a Vichy. El compromís d'Smyth es veu en els seus escrits:
Mrs. Pankhurst declared that it was now not a question of Votes for Women, but of having any country left to vote in. The Suffrage ship was put out of commission for the duration of the war, and the militants began to tackle the common task.
[Sra. Pankhurst va declarar que ara no es tractava d'una qüestió sobre Vots per la Dona, sinó de que quedi algun país on poder votar. El vaixell Sufragista es va posar fora de servei el temps que durés la guerra, i les militants van començar a afrontar la tasca comuna.]
Durant aquests anys va continuar component i va començar a escriure assajos i memòries, com la seva autobiografia, Impressions that Remained, del 1919. Gràcies al seu estil alegre, i les seves descripcions d'aventures apassionades, els seus escrits van ser tot un èxit popular, i li van generar una font de diners alternativa, que li van suposar de gran ajuda quan la sordesa no li va permetre seguir component.

### Post-guerra
Paral·lelament a la pèrdua d'oïda, va anar sent cada cop més reconeguda i se li van atorgar diferents honors. El 1910 va ser nomenada doctora honoris causa per la Durham University, va ser reconeguda com a Dama de l'Ordre de l'Imperi Britànic el 1922 i nomenada doctora honoris causa també per la Oxford University el 1926. Aquest reconeixement també es veu reflectit en el fet que la seva música va rebre nombroses representacions durant la dècada del 1920, incloent la recuperació de la Mass in D i una versió revisada de The Boatswain's Mait.
Va compondre noves obres durant aquesta dècada, les òperes Fête galante i Entente cordiale, els anys 1921-1922, la primera, i 1923-1924, la segona. També va compondre el Concerto for violin and horn el 1927, i la seva última obra de grans dimensions, The Prison, el 1929-1930. Aquesta última és una obra per a orquestra i cor, el text de la qual procedeix d'un escrit metafísic de Brewster.
Durant aquests anys també va dedicar-se a dirigir i a fer de locutora de ràdio. També es va dedicar a continuar amb la lluita per la igualtat per les dones, concretament en el cas de la igualtat d'oportunitats per les compositores i el dret de les dones per a incorporar-se en orquestres professionals. Això ho va poder fer gràcies a la seva posició com a compositora famosa, l'accés a la premsa del que disposava i les seves habilitats per fer campanyes.
Els seus últims anys es caracteritzen per les intenses relacions interpersonals, on destaca la seva relació amb Edith Somerville i sobretot la que va tenir amb Virginia Woolf. Aquesta última va descriure la seva relació, de manera burleta: “An old woman of seventy one has fallen in love with me. It is at once hideous and hòrrid and melancholy-sad. It is like being caught by a giant crab”. Encara que aquesta descripció fa quedar l'afecte d'Smyth com a unilateral, Woolf si que va correspondre aquest afecte, fins al dia del seu suïcidi, l'any 1941.
Després de la mort de Woolf, Smyth va patir de diabetis, brots de bronquitis i pneumònia, i va quedar completament sorda fins a la seva mort, el 8 de maig del 1944.

## Crítica musical
La crítica a la seva obra ha estat diversa; mentre d'una banda se l'ha criticada per ser "massa masculina" quan componia de manera potent i rítmica, de l'altra, per contra, es deia que no estava a l'altura dels seus col·legues masculins quan componia de manera delicada i melòdica.

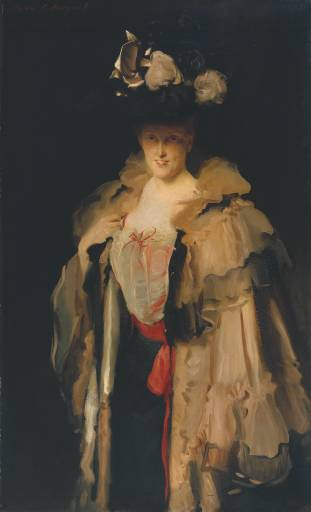
La senyora Charles Hunter

Tot i així, durant la seva carrera va aconseguir elogis de dramaturgs com George Bernard Shaw, que en una carta en què li diu que ella ha curat els seus prejudicis cap a les capacitats de les dones: 
You are totally and diametrically wrong in imaging that you have suffered from a prejudice against feminine music. On the contrary you have been almost extinguished by the dread of masculine music ... It was your music that cured me for ever of the old delusion that women could not do man's work in art and all other things ... your Mass [Mass in D] will stand up in the biggest company! Magnificent!
[Estàs totalment i diametralment equivocada en imaginar que has patit un prejudici contra la música femenina. Al contrari, has estat gairebé derogada pel temor de la música masculina... Va ser la teva música que em va curar per sempre del vell deliri de que les dones no podien dur a terme el treball dels homes en l'art i en totes les altres coses... la teva Missa [Missa en D] es posarà dret amb la més gran companyia! Magnífic!]

## Activisme polític
Destacà també com a activista sufragista. L'any 1910 es va unir a la Unió social i política de dones (Women's Social and Political Union, WSPU), per la qual cosa va abandonar durant dos anys la seva activitat musical.

Part de les seves accions com a militant incloien la implicació en actes de desobediència civil, com tirar pedres a les cases de polítics conservadors; aquest fet va causar la seva detenció a la presó de Holloway, on va romandre durant dos mesos. Thomas Beecham va anar-la a visitar:
I arrived in the main courtyard of the prison to find the noble company of martyrs marching round it and singing lustily their war-chart [March of the Women] while the composer, beaming approbation from an overlooking upper window, beat time in almost Bacchic frenzy with a toothbrush.
[Vaig arribar al pati principal de la presó per trobar la noble companyia de màrtirs desfilant al voltant d'aquest i cantant vigorosament el seu crit de guerra [Marxa de les Dones] mentre la compositora, somrient repleta d'aprovació des d'una finestra-mirador, marcava el tempo en gairebé un frenesí Bàquic amb un raspall de dents.]

## Vida personal
La majoria de relacions sentimentals les va tenir amb dones. Va tenir uns romanços amb la compositora i mecenes Elisabeth von Herzogenberg i amb l'activista Emmeline Pankhurst, i als 71 anys es va enamorar de l'escriptora Virginia Woolf.

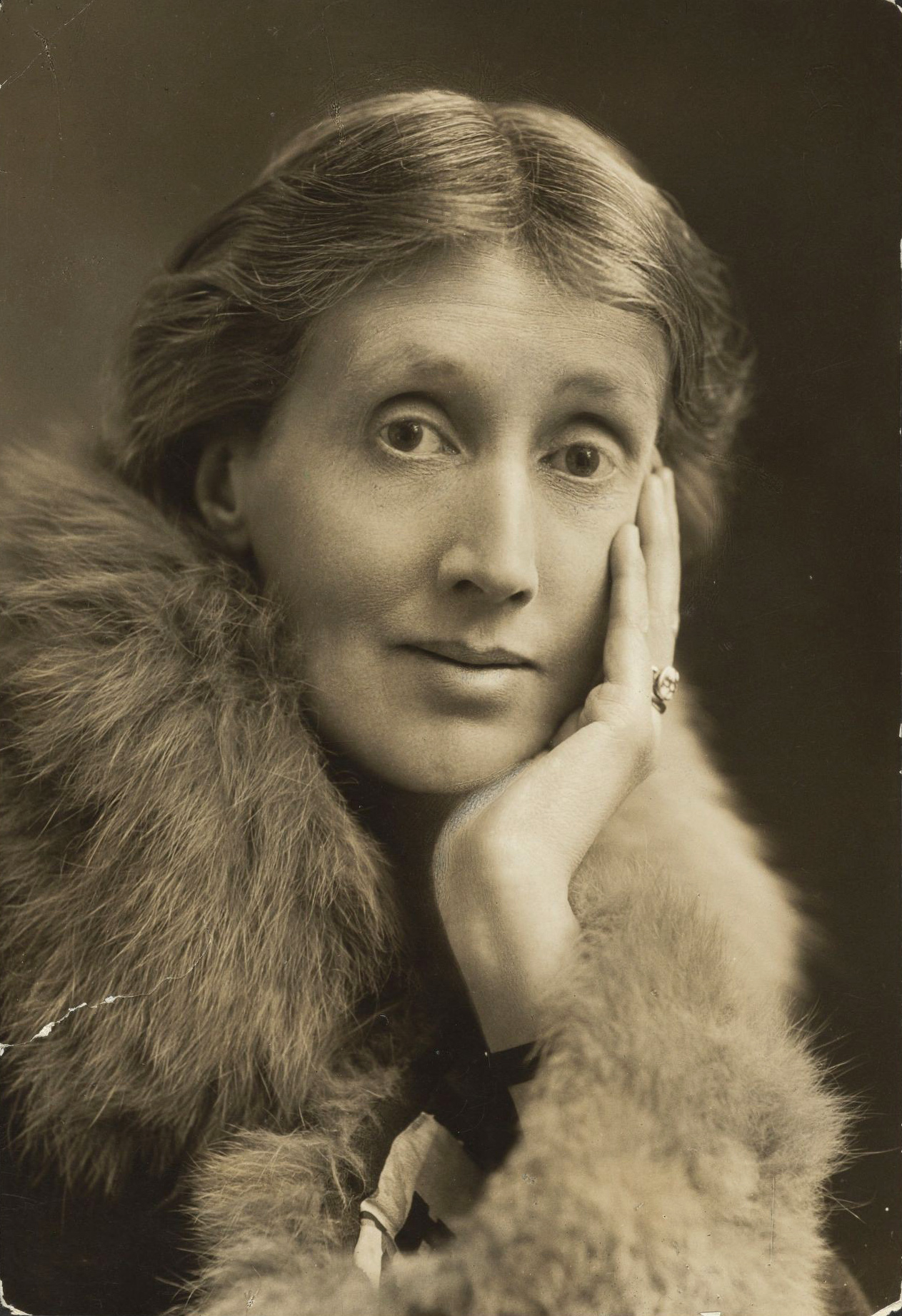
Retrat de Virginia Woolf (1927)

Christopher St. John va apuntar-se una descripció d'Smyth feta per Pankhurst:
Individualized to the last point, she had in middle age little about her that was feminine. Her features were clean cut and well marked, neither manly nor womanly; her thin hair drawn plainly aside, her speech clear in articulation and incisive rather than melodious, with a racy wit. Wearing a small mannish hat, battered and old, plain-cut country clothes ... she would don a tie of the brightest purple, white and green, or some hideous purple cotton jacket, or other oddity in the W.S.P.U. colours she was so proud of, which shone out from her incongruously, like a new gate to old palings.

[Individualitzada fins l'últim detall, tenia en els seus anys de madures adulta poc en ella que fos femení. Els seus trets eren definits i ben marcats, ni d'home ni de dona; el seu cabell prim apartat senzillament a un costat, el seu discurs clar en articulació i incisiu enlloc de melodiós, amb un humor picant. Portant un petit i viril barret, malbaratat i vell, roba de paisà tradicional...es posaria una corbata del porpra, blanc i verd més brillant, o alguna espantosa jaqueta porpra de cotó, o alguna raresa dels colors de la W.S.P.U (Unió Social i Política de les Dones) de la que estava tant orgullosa, i la qual destacava en ella de manera incongruent, com una nova reixa entre les velles.]
Virginia Woolf també la va descriure en moltes de les seves cartes. Tot i que sovint es burlava d'ella, també l'encoratjava sobre els seus escrits, cosa que ens mostra que la relació va ser recíproca:
How you do it, God knows -- I mean I can't see how it's done -- how face after face emerges when there is apparently so little preparation, no humming and hawing, all so inconsecutive and unpremeditated -- all the roads winding this way and that, streams running, winds intersecting ...
What you must do is to continue. You can't in justice to posterity and the present let your great fountain bottle itself up. To tell you the truth I'm obsessed with the desire that you should paint me: not a thing I often feel ...
[Com ho fas, Déu sabrà – Vull dir que jo no puc veure com és fet – com cara rere cara sorgeix, quan aparentment hi ha tant poca preparació, sense taral·la ni tartamudeig, tot tant poc consecutiu i premeditat – tots els camins serpentejant d'una direcció i a una altra, travessant rius, creuant-se amb vents... El que has de fer és continuar. No pots, en justícia a la posteritat i el present, deixar la teva gran font reprimir-se. Per ser-te sincera estic obsessionada amb el desig de que m’hauries de pintar: no és una cosa que senti sovint...]
Va practicar esport durant tota la seva vida. En la seva joventut va ser una bona jugadora de tennis, a més de practicar equitació. De gran es va dedicar més al golf. Al llarg de la seva vida va crear bones amistats amb personatges rellevants de l'època, com van ser sir Thomas Beecham, Empress Eugenie, George Bernard Shaw i Vita Sackville-West.
Després de la seva defunció va ser incinerada, i les seves restes es van escampar pels camps propers al club de golf del qual va ser membre durant bona part de la seva existència.

## Obres

### Composicions (selecció)

#### Música Instrumental

##### Cambra
- Sonata per piano nº2 “Geistinger Sonata” (1877)
- Quartet de corda en re menor (1880)
- Quartet de corda en do menor (1883)
- Quintet de corda en mi major op.1 per 2 violins, viola i 2 violoncels (1883)
- Sonata en la menor op.7 per violí i piano (1887)
- Sonata en la menor op.5 per violoncel i piano (1887)
- Cinc preludis corals per òrgan (1887)
- Trio de corda en re major (1887)
- Quartet per corda en mi menor (1914)
- Dos trios per violí, oboè i piano (1927)
- Variacions de “Bonny Sweet Robin” per flauta, oboè i piano (1928)[1]

##### Orquestrals
- Simfonia per orquestra petita (1878-1884)
- Serenata en re (1889-1890)
- Obertura d' “Antonhy and Cleopatra” de Shakespeare (1890)
- Concert per violí, trompa i orquestra (1928)
- Suite “Entente cordiale” (1935)
- Suite “Fête galante” (1939)[1]

##### Música vocal
- “Lieder und Balladen” op.3 per veu i piano (1886)
- “Mass in D” per cor i orquestra (1893)
- “Hey Nonny No!” per cor i orquestra (1911)
- “Songs of Sunrise” per cor femení a cappella (1911)
- "The March of the Women” per a cor a uníson (1911)
- “Sleepless Dreams” per cor i orquestra (1912)
- “The Prison” per a soli, cor i orquestra (1930)[1]

##### Òperes
- “Fantasio” (1898)
- “Der Wald” (1902)
- “The Wreckers” (1906)
- “The Boatswain's Mate” (1915)
- “Fête Galante” (1923)
- “Entente Cordiale” (1925)[1]

### Literàries
- Impressions That Remained. London: Longmans, Green, 1919
- Streaks of Life. London: Longmans, Green, 1921
- A Three-Legged Tour in Greece. London: Heinemann, 1927
- A Final Burning of Boats, Etc. London: Longmans, Green, 1928
- Female Pipings in Eden. Edinburgh: Peter Davies, 1933
- Beecham and Pharaoh. London: Chapman and Hall, 1935
- As Time Went On. London: Longmans, Green, 1936
- Inordinate (?) Affection. London: Cresset Press, 1936
- Maurice Baring. London: Heinemann, 1938
- What Happened Next. London: Longmans, Green, 1940[4]